# Interne Affærer (tv-serie)
Interne Affærer (originaltitel: JAG) er en amerikansk tv-serie. Serien blev produceret fra 1995-2005, i alt 10 sæsoner.
I Danmark har serien kørt på TV3 og 3+.

## Medvirkende
- David James Elliott – Harmon "Harm" Rabb (Sæson 1-10)
- Catherine Bell – Sarah "Mac" MacKenzie (Sæson 2-10)
- Patrick Labyorteaux – Bud J. Roberts, Jr. (Sæson 2-10)